# Lee (cráter)

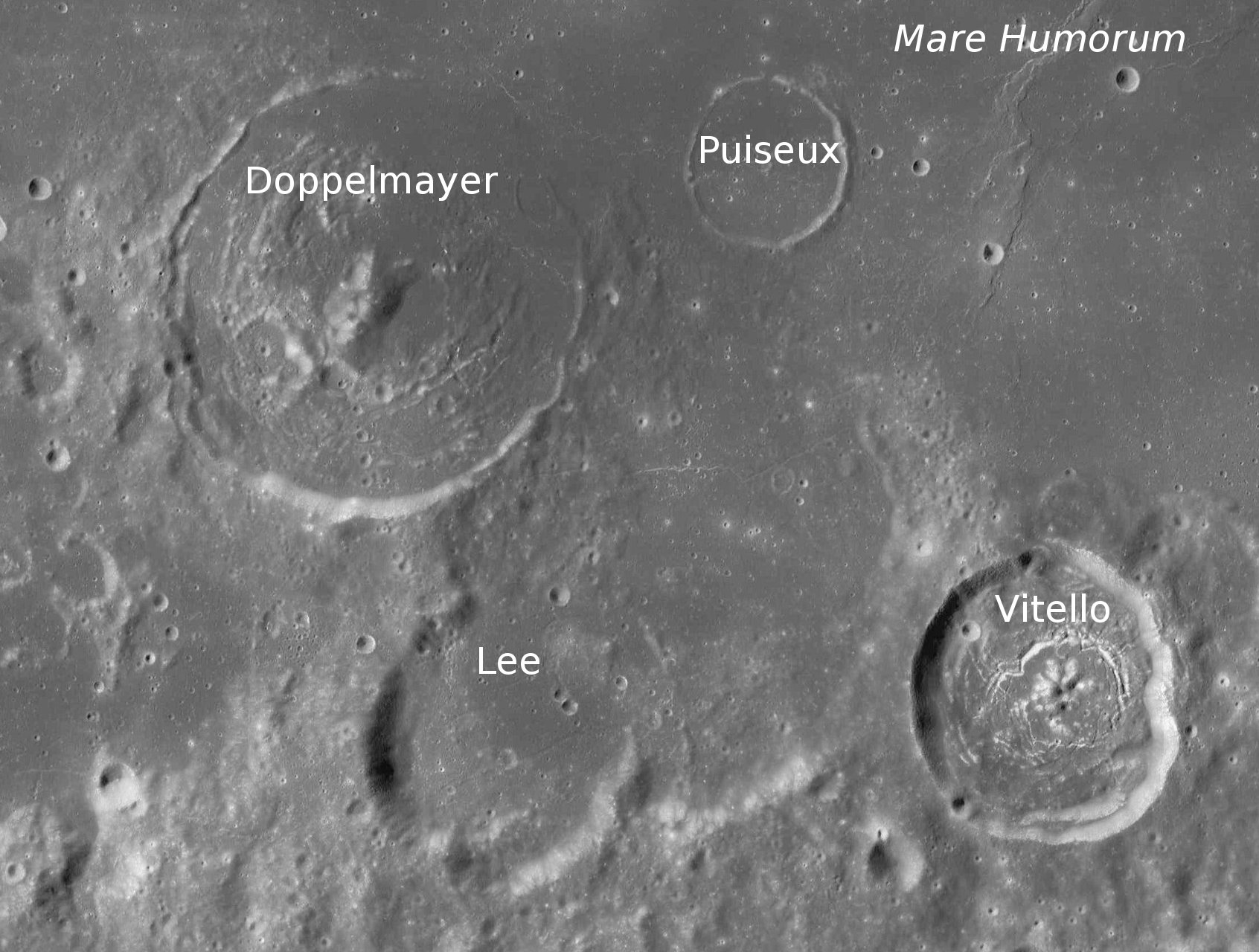
Entorno del cráter Lee. Fotografía de la misión LRO.

Lee es el remanente inundado de lava de un cráter de impacto, situado en una entrada del Mare Humorum, en la parte suroeste de la Luna. Al este se encuentra el cráter Vitello, y justo al norte se halla el cráter también inundado de lava Doppelmayer.
|  |

El borde de Lee aparece desgastado y notablemente difuminado, con un amplio espacio en el noreste donde ha sido engullido por la lava que inundó el cráter. El interior es relativamente plano y libre de impactos significativos. El cráter satélite Lee A está unido al exterior del borde sur de Lee.

## Cráteres satélite
Por convención estos elementos son identificados en los mapas lunares poniendo la letra en el lado del punto medio del cráter que está más cerca de Lee.
|     | \| Lee \| Coordenadas \| Diámetro \| \| --- \| ------------------------------ \| -------- \| \| A \| 31°24′S 41°12′O / -31.4, -41.2 \| 18 km \| \| H \| 30°54′S 38°54′O / -30.9, -38.9 \| 4 km \| \| M \| 29°48′S 39°42′O / -29.8, -39.7 \| 77 km \| \| S \| 30°48′S 42°48′O / -30.8, -42.8 \| 6 km \| \| T \| 30°06′S 42°00′O / -30.1, -42.0 \| 4 km \| |          |
| Lee | Coordenadas | Diámetro |
| A   | 31°24′S 41°12′O / -31.4, -41.2 | 18 km    |
| H   | 30°54′S 38°54′O / -30.9, -38.9 | 4 km     |
| M   | 29°48′S 39°42′O / -29.8, -39.7 | 77 km    |
| S   | 30°48′S 42°48′O / -30.8, -42.8 | 6 km     |
| T   | 30°06′S 42°00′O / -30.1, -42.0 | 4 km     |